# CA Boca Juniors Femenino
CA Boca Juniors Femenino – argentyński klub piłki nożnej kobiet, mający siedzibę w stolicy kraju, mieście Buenos Aires. Jest sekcją piłki nożnej kobiet w klubie CA Boca Juniors.

## Historia
Chronologia nazw:
- 1990: CA Boca Juniors Femenino

Sekcja piłki nożnej kobiet CA Boca Juniors została założona w miejscowości Buenos Aires w 1990 roku. Klub jest jednym z organizatorów rozgrywek piłkarskich dla kobiet w Argentynie. Po założeniu Campeonato de Fútbol Femenino startował w sezonie 1991 na najwyższym poziomie. W debiutowym sezonie zdobył srebrne medale, a w następnym sezonie wywalczył mistrzostwo kraju. W 2010 zespół debiutował w Copa Libertadores Femenina, gdzie dotarł do rundy finałowej, przegrywając w półfinale 0:2 z Santosem, a potem wygrywając 2:1 mecz o trzecie miejsce z Deportivo Quito.

## Barwy klubowe, strój
|  |  |

Klub ma barwy niebiesko-żółte. Zawodnicy domowe spotkania zazwyczaj grają w niebieskich koszulkach z poziomym żółtym pasem na piersi, niebieskich spodenkach oraz niebieskich getrach.

## Sukcesy

### Trofea międzynarodowe
| \| \| Zdobyte trofea w rozgrywkach międzynarodowych (stan na: 31-07-2020) \| |                                                                     |      |          |
| Rozgrywki                                                                    | Osiągnięcie                                                         | Razy | Sezon(y) |
| Copa Libertadores Femenina                                                   | zdobywca                                                            | 0    |          |
| Copa Libertadores Femenina                                                   | finalista                                                           | 0    |          |
| Copa Libertadores Femenina                                                   | 3.miejsce                                                           | 1    | 2010     |
| FIFA                                                                         | Zdobyte trofea w rozgrywkach międzynarodowych (stan na: 31-07-2020) |      |          |

### Trofea krajowe
| \| \| Zdobyte trofea w rozgrywkach Argentyny (stan na: 31-05-2020) \| |                                                              |      | |
| Rozgrywki                                                             | Osiągnięcie                                                  | Razy | Sezon(y) |
| Mistrzostwo                                                           | I miejsce                                                    | 23   | 1992, 1998, 1999, 2000, 2001 (A), 2002 (C), 2003 (A), 2004 (C), 2004 (A), 2005 (C), 2005 (A), 2006 (C), 2007 (A), 2007 (C), 2007 (A), 2008 (C), 2009 (A), 2010 (A), 2011 (C), 2011 (A), 2012 (A), 2013 (C), 2013 (A) |
| Mistrzostwo                                                           | II miejsce                                                   | 17   | 1991, 1993, 1994, 1995, 1996, 1997, 2008 (A), 2009 (C), 2010 (C), 2012 (C), 2014 (C), 2016, 2016/17, 2017/18, 2018/19                                                                                                |
| Mistrzostwo                                                           | III miejsce                                                  | 0    | |
| Puchar                                                                | zdobywca                                                     | 0    | |
| Puchar                                                                | finalista                                                    | 0    | |
| Superpuchar                                                           | zdobywca                                                     | 1    | 2015 |
| Superpuchar                                                           | finalista                                                    | 0    | |
| II liga                                                               | I miejsce                                                    | 0    | |
| II liga                                                               | II miejsce                                                   | 0    | |
| II liga                                                               | III miejsce                                                  | 0    | |
| Argentyna                                                             | Zdobyte trofea w rozgrywkach Argentyny (stan na: 31-05-2020) |      | |

## Struktura klubu

### Stadion
Klub piłkarski rozgrywa swoje mecze domowe na Complejo Pedro Pompilio w Buenos Aires o pojemności 1000 widzów.

## Kibice i rywalizacja z innymi klubami

### Derby
- CA River Plate Femenino (Superclásico Femenino del Fútbol Argentino)
- CA San Lorenzo de Almagro Femenino
- CA Defensores de Belgrano Femenino
- CA Excursionistas Femenino
- CA Huracán Femenino
- CA Independiente Femenino
- Racing Club de Avellaneda Femenino
- CD UAI Urquiza Femenino